# Кайсвере
Ка́йсвере (ест. Kaisvere küla) — село в Естонії, у волості Ляене-Сааре повіту Сааремаа.

## Населення
Чисельність населення на 31 грудня 2011 року становила 20 осіб.

## Географія
Через село проходить дорога, що з’єднує автошляхи 86 (Курессааре — Вигма — Панґа) та 124 (Лаадьяла — Кар'я).

## Історія
До 12 грудня 2014 року село входило до складу волості Каарма.

## Пам'ятки природи
На південь від села розташовується заказник Сепа (Sepa hoiuala) (VI категорія МСОП). Площа — 111,5 га.